# Naval Air Station Jacksonville

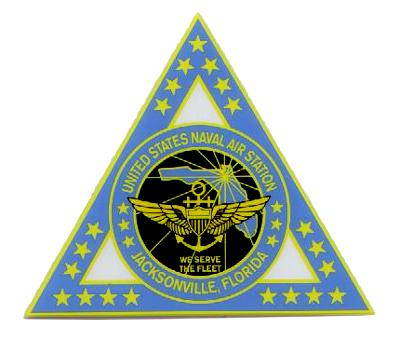
Logotyp för Naval Air Station Jacksonville.

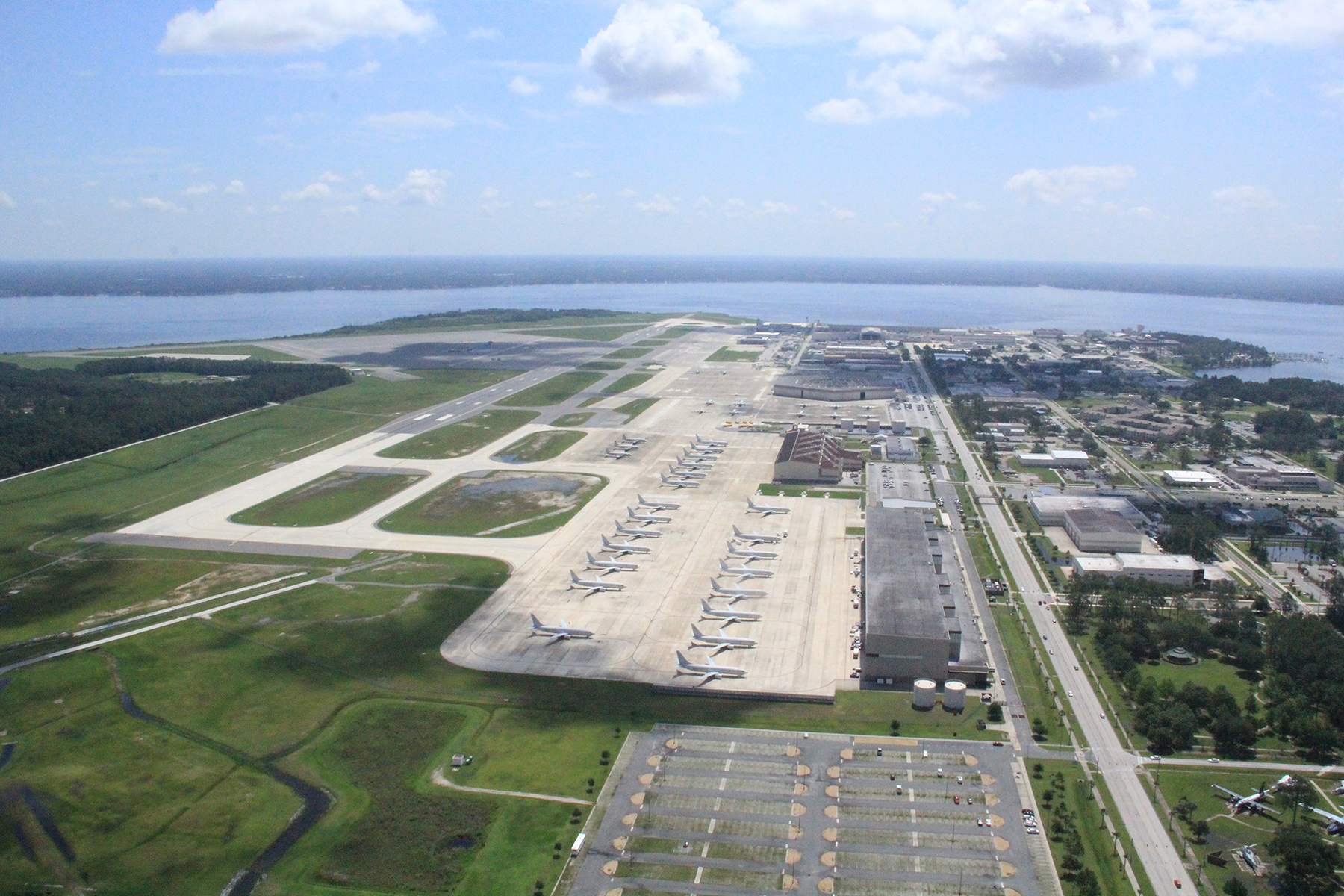
Flygbild från 2018 över Naval Air Station Jacksonville.

Naval Air Station Jacksonville är en militär flygplats (IATA: NIP, ICAO: KNIP, FAA LID: NIP) tillhörande USA:s flotta som är belägen 13 kilometer söder om staden Jacksonville i Duval County, Florida.

## Bakgrund och verksamhet
Basen grundades under första världskriget och användes av Floridas nationalgarde fram till 1940 då den överfördes till USA:s flotta. Patrol Squadron THIRTY (VP-30) som flyger och utbildar besättningar för havsövervakningsflyplanen P-3 Orion och P-8 Poseidon är baserad vid Naval Air Station Jacksonville.
Där finns även Fleet Readiness Center Southeast som är underhålls och reparationsverkstäderna för flottans flyg under Naval Air Systems Command (NAVAIR). Vidare finns där även högkvarteret för Navy Region Southeast samt verksamhet tillhörande Defense Logistics Agency och U.S. Customs and Border Protection.